# Шестерньов Альберт Олексійович
Альберт Шестерньов (рос. Альберт Алексеевич Шестернёв, нар. 20 червня 1941, Москва — пом. 5 листопада 1994, Москва) — радянський футболіст, що грав на позиції захисника. По завершенні ігрової кар'єри — футбольний тренер.
Усю свою ігрову і тренерську кар'єру провів у складі ЦСКА (Москва), а також виступав за національну збірну СРСР.

## Клубна кар'єра
Народився 20 червня 1941 року в місті Москва. У дитинстві займався легкою атлетикою, був чемпіоном столиці серед юнаків.
Футбольну кар'єру розпочав у команді Московсько-Ярославської залізниці (перший тренер — М. М. Рожнов), потім навчався в школі ЦСКА. Причому спочатку грав у воротах, перейшовши потім на позицію центрального захисника.
За ЦСКА дебютував у 17 років, став капітаном в 21. У чемпіонатах СРСР провів 278 матчів, забив 1 гол. За цей час виборов титул чемпіона СРСР 1970 року. Серед футболістів ЦСКА є рекордсменом за кількістю матчів, зіграних за збірну СРСР (90). Завершив кар'єру 1971 року через травму коліна.

## Виступи за збірну
1961 року дебютував в офіційних матчах у складі національної збірної СРСР.
У складі збірної був учасником чемпіонату світу 1962 року у Чилі, чемпіонату Європи 1964 року в Іспанії, де разом з командою здобув «срібло», чемпіонату світу 1966 року в Англії, чемпіонату Європи 1968 року в Італії та чемпіонату світу 1970 року у Мексиці. На останньому турнірі виводив збірну в статусі капітана.
Протягом кар'єри у національній команді, яка тривала 11 років, провів у формі головної команди країни 90 матчів.
Став другим в історії гравцем із СРСР, після Лева Яшина, який грав у складі збірної ФІФА, взявши участь у матчі проти збірної Бразилії 1968 року. Грав за олімпійську збірну СРСР.

## Кар'єра тренера
Розпочав тренерську кар'єру невдовзі по завершенні кар'єри гравця, 1973 року, увійшовши до тренерського штабу клубу ЦСКА (Москва). Працював тренером в ЦСКА (1974).
В 1975–1981 роках тренував дітей у футбольній школі ЦСКА на посаді старшого тренера. У 1981 повернувся до тренерського штабу ЦСКА, а з 1982 по 1983 рік був головним тренером ЦСКА. Потім обіймав пост начальника футбольної школи ЦСКА (1984–1985).
Був одружений з Тетяною Жук. Після розлучення з нею сильно переживав, зловживав алкоголем. Помер від раку печінки 5 листопада 1994 року на 54-му році життя у місті Москва. Похований на Кунцевському кладовищі.

## Титули і досягнення

### Командні
- Чемпіон СРСР (1):

ЦСКА (Москва): 1970
- Віце-чемпіон Європи: 1964

### Особисті
- Включений в символічну збірну СРСР останнього 50-тиріччя: 1967[4]
- Включений в символічну збірну Євро-1968
- Увійшов до десятки найкращих футболістів Європи за опитуванням тижневика «France Football»: 1970
- Найкращий футболіст Радянського Союзу за опитуванням тижневика «Футбол»: 1970
- Третій футболіст Радянського Союзу за опитуванням тижневика «Футбол»: 1966, 1968 і 1969.
- В списках 33 найкращих футболістів СРСР 11 разів, з них № 1 (1963–1966, 1968–1971) — 8 разів, № 2 (1961, 1962) і б\н (1967)